# تپه اله در
تپه اله در مربوط به دوران پیش از تاریخ ایران باستان است و در شهرستان قزوین، بخش تارم سفلی، روستای قارخون واقع شده و این اثر در تاریخ ۲۸ فروردین ۱۳۸۰ با شمارهٔ ثبت ۳۷۲۱ به‌عنوان یکی از آثار ملی ایران به ثبت رسیده است.